# Grand Central Airport (Kalifornien)

i7
i11
i13
Der Grand Central Airport ist ein stillgelegter Flugplatz bei Glendale, Kalifornien, nahe Los Angeles. Das Gelände wurde 1922 erworben. Im Jahr 1925 wurde eine Luftschiffhalle von Thomas Benton Slate gebaut. Am 22. Februar 1929 fanden die feierliche Eröffnung des Terminals und des Kontrollturms statt.
Im Jahr 1959 wurde der Flughafen geschlossen. 1997 wurde er von der Walt Disney Company erworben.
Seit dem 27. März 2017 gehört das Gebäude zum National Register of Historic Places und steht damit unter Denkmalschutz.

## Darstellung in Filmen
Der Flughafen war Schauplatz mehrerer Filme, darunter 
- Höllenflieger von Howard Hughes (1930),
- Der Frauenheld mit James Cagney (1933),
- Lachende Augen mit Shirley Temple (1934),
- Hats Off mit John Payne (1936),
- das Musical Hollywood Hotel mit Dick Powell (1937),
- Sky Giant mit Joan Fontaine (1938),
- Secret Service of the Air mit Ronald Reagan (1939).